# Чамата Павло Романович
Павло́ Рома́нович Чама́та (*16 (28) липня 1898, Бабичі — † 14 серпня 1969, Київ) — український психолог, педагог. Батько живописця Ігоря Чамати та літературознавця Ніни Чамати.

## Біографічні відомості
Павло Романович Чамата народився 16 липня (28 липня за новим стилем) 1898 року в селі Бабичах (нині Канівського району Черкаської області) в селянській родині. У 1916 році закінчив школу після чого працював шахтарем.
1930 року закінчив факультет соціального виховання Київського інституту народної освіти. Учителював, був директором школи. Закінчив аспірантуру, захистив кандидатську дисертацію з психологічних наук. Пізніше працював на посаді старшого наукового співробітника в Українському науково-дослідному інституті педагогіки.
З 1937 року за сумісництвом працював доцентом кафедри психології в Київському педагогічному інституті імені О. М. Горького, пізніше тут виконував обов'язки проректора з наукової роботи. Член ВКП(б) від 1941 року.

У 1943–1945 роках — директор Науково-дослідного інституту педагогіки УРСР, у 1947–1951 роках — директор Київського педагогічного інституту, у 1951–1966 роках — заступник директора Науково-дослідного інституту психології.

Могила Павла Чамати

Помер 14 серпня 1969 року в Києві після важкої хвороби. Похований на Байковому кладовищі (ділянка № 10).

## Наукова діяльність
Розробляв загальнотеоретичні питання психології, її вітчизняної історії. Заснував в Україні наукову школу з проблем самосвідомості.

### Праці
- Психологическая готовность/ П. Р. Чамата, Д. Ф. Николенко.// Радянська школа. — 1959. — № 8. — С. 35 — 43.

- Вопросы самосознания личности в советской психологи/ П. Р.  Чамата.// Психологическая наука в СССР: Вопросы самосознания личности в советской психологи. — Ч. 2. — М.: АПН РСФСР, 1960. — С. 91 — 109.

- Самосвідомість та її розвиток у дітей/ П. Р. Чамата. — К.: Знання, 1965. — 48 с.

- К вопросу о генезе самосознания личности/ П. Р. Чамата.// Проблемы самосознания. — М., 1968. — С. 228—237.

## Нагороди
- Орден «Знак Пошани».
- Медалі.